# Puente de la Caille
El puente de la Caille (del francés: Pont de la Caille) es el nombre que recibe cada uno de dos puentes franceses, el primero denominado puente de Carlos Alberto (Pont Charles-Albert) y el segundo denominado puente de Caquot (Pont Caquot), que soporta actualmente la circulación liberando al primero, que fue declarado Monumento Histórico de Francia.
Ambos puentes están situados en la Alta Saboya, en la carretera que une Cruseilles y Allonzier-la-Caille, con una altura de 147 metros sobre el río Les Usses.

## Puente de Carlos Alberto
El puente original está clasificado como Monumento Histórico de Francia. Fue construido en honor al duque de Saboya, Carlos Alberto de Cerdeña. Tiene una longitud de 194 metros y una altura de 194 metros sobre el río Les Usses.
Se trata de un puente colgante diseñado por el Ingeniero de Caminos, Canales y Puertos francés Émile Fulrand Belin, que fue inaugurado el 11 de julio de 1839. Está suspendido por dos grupos de doce cables apoyados sobre cuatro torres, contando con un tablero de madera.

## Puente de Caquot

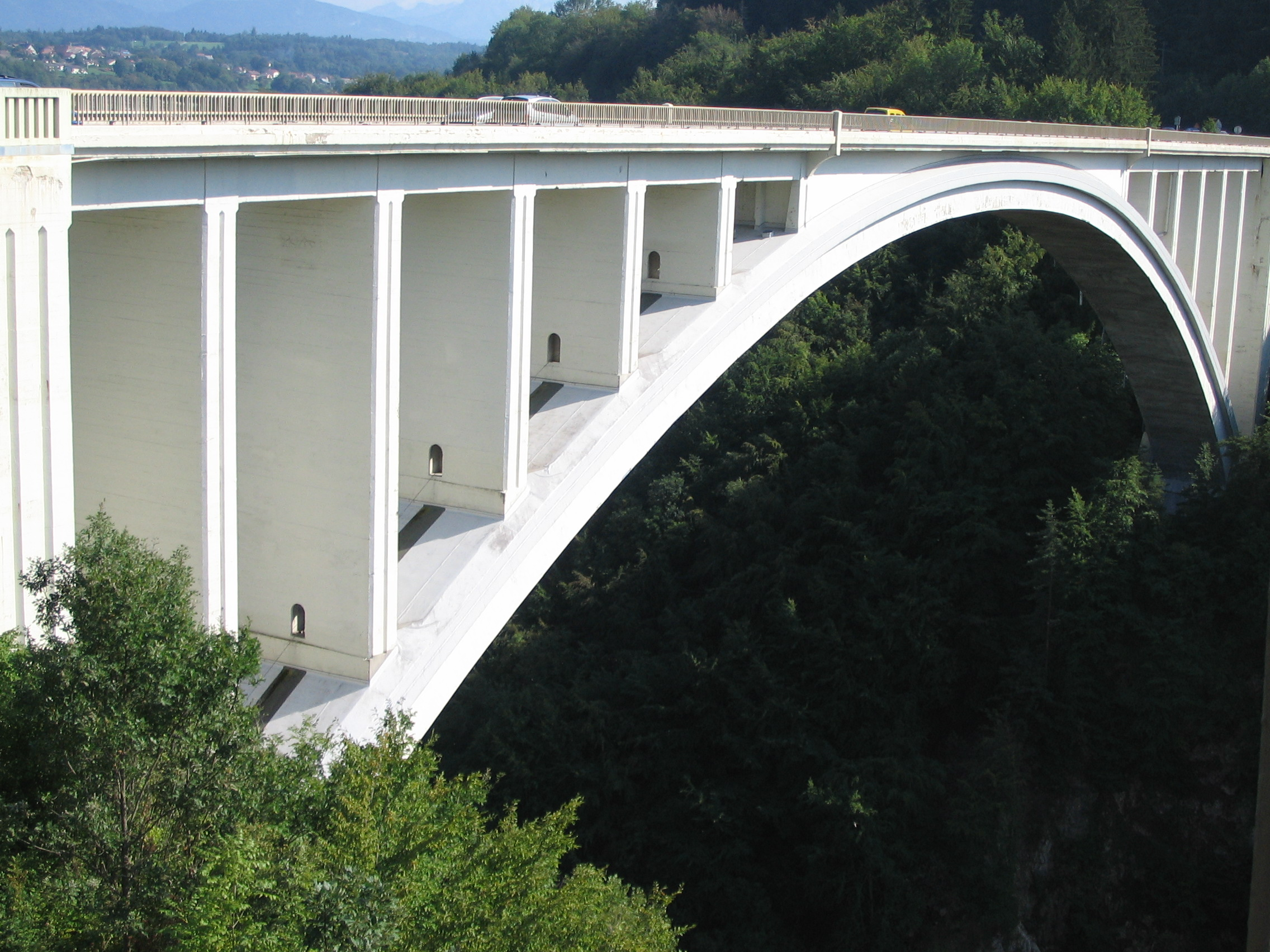
Vista del puente Caquot

En 1929 se inaugura un segundo puente, el de Caquot, con el fin de liberar al puente original del tráfico rodado, dejándolo para tráfico peatonal y de bicicletas. 
Este segundo puente es un en arco de hormigón en masa y fue construido entre 1924 y 1928 por el ingeniero Caquot.
| Predecesor: ? | Puente con el vano más largo de Francia 1839-1902 | Sucesor: Viaducto del Viaur (Tauriac-de-Naucelle - Tanus) |